# Butyriboletus
Butyriboletus ist eine Pilzgattung aus der Familie der Dickröhrlingsverwandten (Boletaceae). Die Arten haben rote oder braune Hüte, gelbe Poren und Stiele, die im Schnitt oder auf Druck oft blauen.
Die Typusart ist der Anhängsel-Röhrling (Butyriboletus appendiculatus).

## Merkmale

### Makroskopische Merkmale
Die Fruchtkörper wachsen oberirdisch und sind gestielt. Der Hut hat überwiegend eine braune bis rötliche Farbe. Die gelbe Röhrenschicht blaut häufig auf Druck. Das Sporenpulver ist olivbraun. Der Stiel ist gelb gefärbt oder rötlich getönt und im oberen Teil mit einem Netz bedeckt. Das blass gelbe Fleisch (Trama) des Huts verfärbt sich im Anschnitt ungleichmäßig blau. Das Stielfleisch ist in der Basis oft weinrötlich getönt. Der Geschmack ist gewöhnlich mild.

### Mikroskopische Merkmale
Die Sporen sind spindelig geformt, glattwandig und braun. Die Hutdeckschicht (Pileipellis) ist ein Trichoderm.

## Ökologie
Butyriboletus-Arten bilden Ektomykorrhiza mit verschiedenen Laub- und Nadelbäumen.

## Verbreitung
Die Gattung Butyriboletus ist in Asien, Europa, Nordafrika und Nordamerika verbreitet.

### Naturschutzaspekte
Alle Arten der Gattung Boletus stehen in Deutschland unter Naturschutz und dürfen nur in kleinen Mengen zum eigenen Bedarf gesammelt werden. Das betrifft auch die aus der Gattung separierten Butyriboletus-Arten.

## Arten
Die Gattung Butyriboletus umfasst weltweit 18 Arten, von denen 6 in Europa vorkommen.
| Butyriboletus weltweit |                                 |                                                                                   |
| \| Deutscher Name \| Wissenschaftlicher Name \| Autorenzitat \| \| ----------------------------------------------------- \| ------------------------------- \| --------------------------------------------------------------------------------- \| \| \| Butyriboletus abieticola \| (Thiers 1975) D. Arora & J.L. Frank 2014 \| \| Anhängsel- oder Gelber Bronze-Röhrling \| Butyriboletus appendiculatus \| (Schaeffer 1774) D. Arora & J.L. Frank 2014 \| \| \| Butyriboletus autumniregius \| D. Arora & J.L. Frank 2014 \| \| \| Butyriboletus brunneus \| (Peck 1890) D. Arora & J.L. Frank 2014 \| \| \| Butyriboletus cepaeodoratus \| (Taneyama & Har. Takahashi 2013) Vizzini & Gelardi 2014 \| \| Silber- oder Sommer-Röhrling \| Butyriboletus fechtneri \| (Velenovsky 1922) D. Arora & J.L. Frank 2014 \| \| Blauender Königs-Röhrling \| Butyriboletus fuscoroseus \| (Smotlacha 1912) Vizzini & Gelardi 2014 \| \| \| Butyriboletus persolidus \| D. Arora & J.L. Frank 2014 \| \| \| Butyriboletus primiregius \| D. Arora & J.L. Frank 2014 \| \| \| Butyriboletus querciregius \| D. Arora & J.L. Frank 2014 \| \| Königs-Röhrling \| Butyriboletus regius \| (Krombholz 1832) D. Arora & J.L. Frank 2014 \| \| \| Butyriboletus roseoflavus \| (Hai B. Li & Hai L. Wei 2013) D. Arora & J.L. Frank 2014 \| \| Rosahütiger Anhängsel-Röhrling \| Butyriboletus roseogriseus \| (J. Šutara, M. Graca, M. Kolarík, V. Janda & M. Kríž 2014) Vizzini & Gelardi 2014 \| \| \| Butyriboletus sanicibus \| D. Arora & J.L. Frank 2014 \| \| Nadelwald-Anhängsel- oder Falscher Anhängsel-Röhrling \| Butyriboletus subappendiculatus \| (Dermek, Lazebnicek & Veselsky 1979) D. Arora & J.L. Frank 2014 \| \| \| Butyriboletus taughannockensis \| Safonov 2016 \| \| \| Butyriboletus ventricosus \| (Taneyama & Har. Takahashi 2013) Vizzini & Gelardi 2014 \| \| \| Butyriboletus yicibus \| D. Arora & J.L. Frank 2014 \| |                                 |                                                                                   |
| Deutscher Name | Wissenschaftlicher Name         | Autorenzitat                                                                      |
| | Butyriboletus abieticola        | (Thiers 1975) D. Arora & J.L. Frank 2014                                          |
| Anhängsel- oder Gelber Bronze-Röhrling | Butyriboletus appendiculatus    | (Schaeffer 1774) D. Arora & J.L. Frank 2014                                       |
| | Butyriboletus autumniregius     | D. Arora & J.L. Frank 2014                                                        |
| | Butyriboletus brunneus          | (Peck 1890) D. Arora & J.L. Frank 2014                                            |
| | Butyriboletus cepaeodoratus     | (Taneyama & Har. Takahashi 2013) Vizzini & Gelardi 2014                           |
| Silber- oder Sommer-Röhrling | Butyriboletus fechtneri         | (Velenovsky 1922) D. Arora & J.L. Frank 2014                                      |
| Blauender Königs-Röhrling | Butyriboletus fuscoroseus       | (Smotlacha 1912) Vizzini & Gelardi 2014                                           |
| | Butyriboletus persolidus        | D. Arora & J.L. Frank 2014                                                        |
| | Butyriboletus primiregius       | D. Arora & J.L. Frank 2014                                                        |
| | Butyriboletus querciregius      | D. Arora & J.L. Frank 2014                                                        |
| Königs-Röhrling | Butyriboletus regius            | (Krombholz 1832) D. Arora & J.L. Frank 2014                                       |
| | Butyriboletus roseoflavus       | (Hai B. Li & Hai L. Wei 2013) D. Arora & J.L. Frank 2014                          |
| Rosahütiger Anhängsel-Röhrling | Butyriboletus roseogriseus      | (J. Šutara, M. Graca, M. Kolarík, V. Janda & M. Kríž 2014) Vizzini & Gelardi 2014 |
| | Butyriboletus sanicibus         | D. Arora & J.L. Frank 2014                                                        |
| Nadelwald-Anhängsel- oder Falscher Anhängsel-Röhrling | Butyriboletus subappendiculatus | (Dermek, Lazebnicek & Veselsky 1979) D. Arora & J.L. Frank 2014                   |
| | Butyriboletus taughannockensis  | Safonov 2016                                                                      |
| | Butyriboletus ventricosus       | (Taneyama & Har. Takahashi 2013) Vizzini & Gelardi 2014                           |
| | Butyriboletus yicibus           | D. Arora & J.L. Frank 2014                                                        |

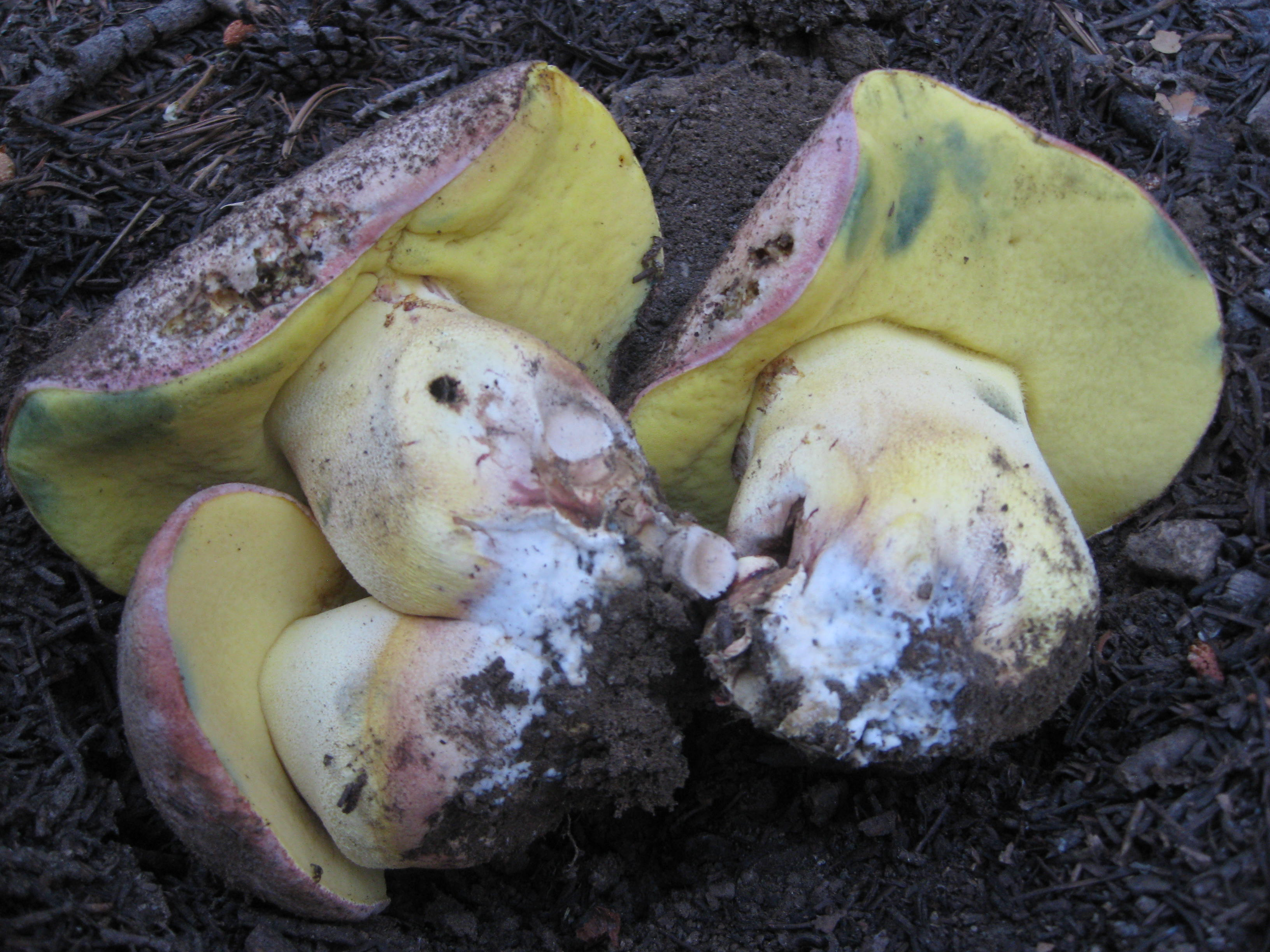
Butyriboletus abieticola
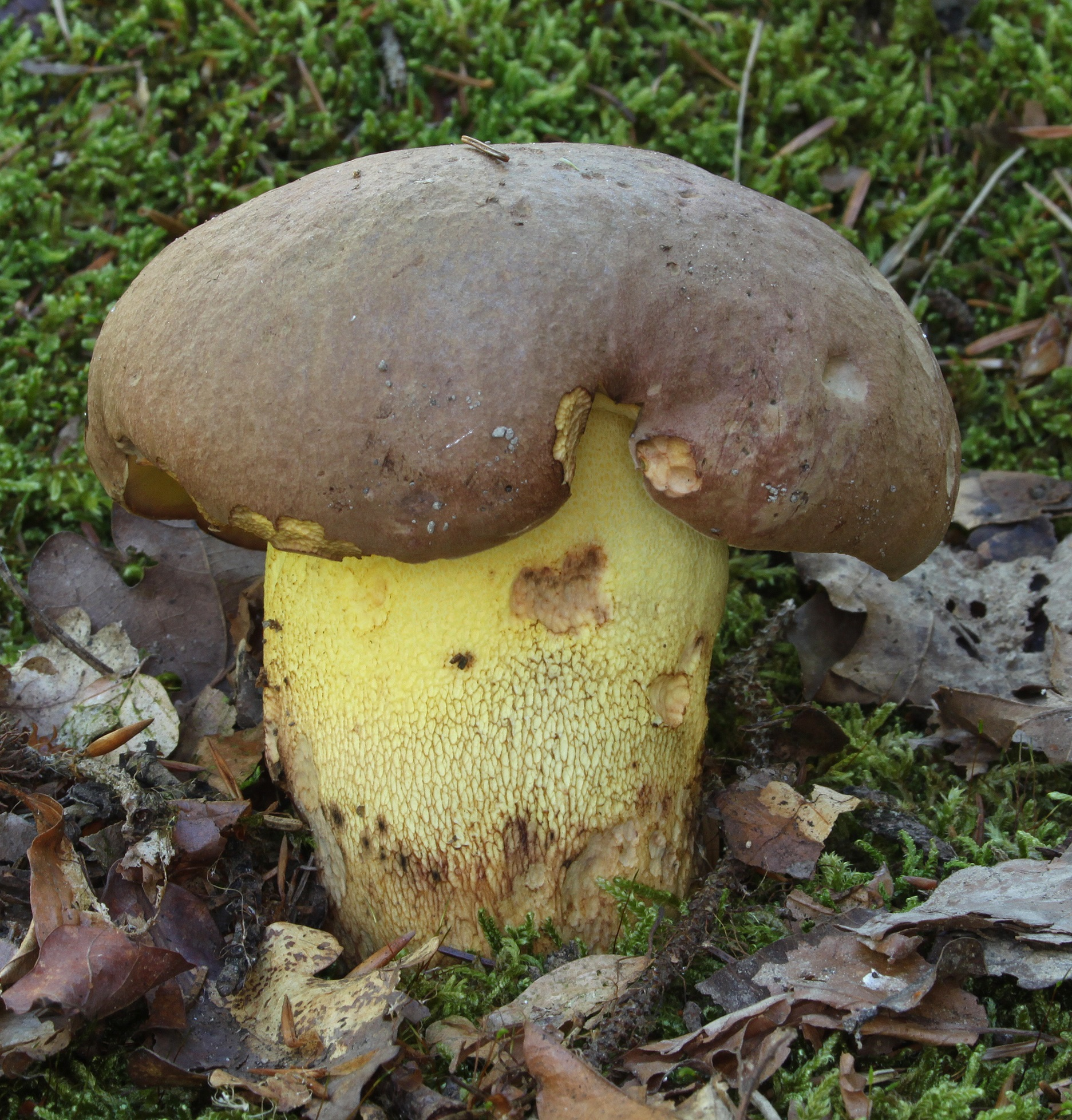
Anhängsel-Röhrling Butyriboletus appendiculatus
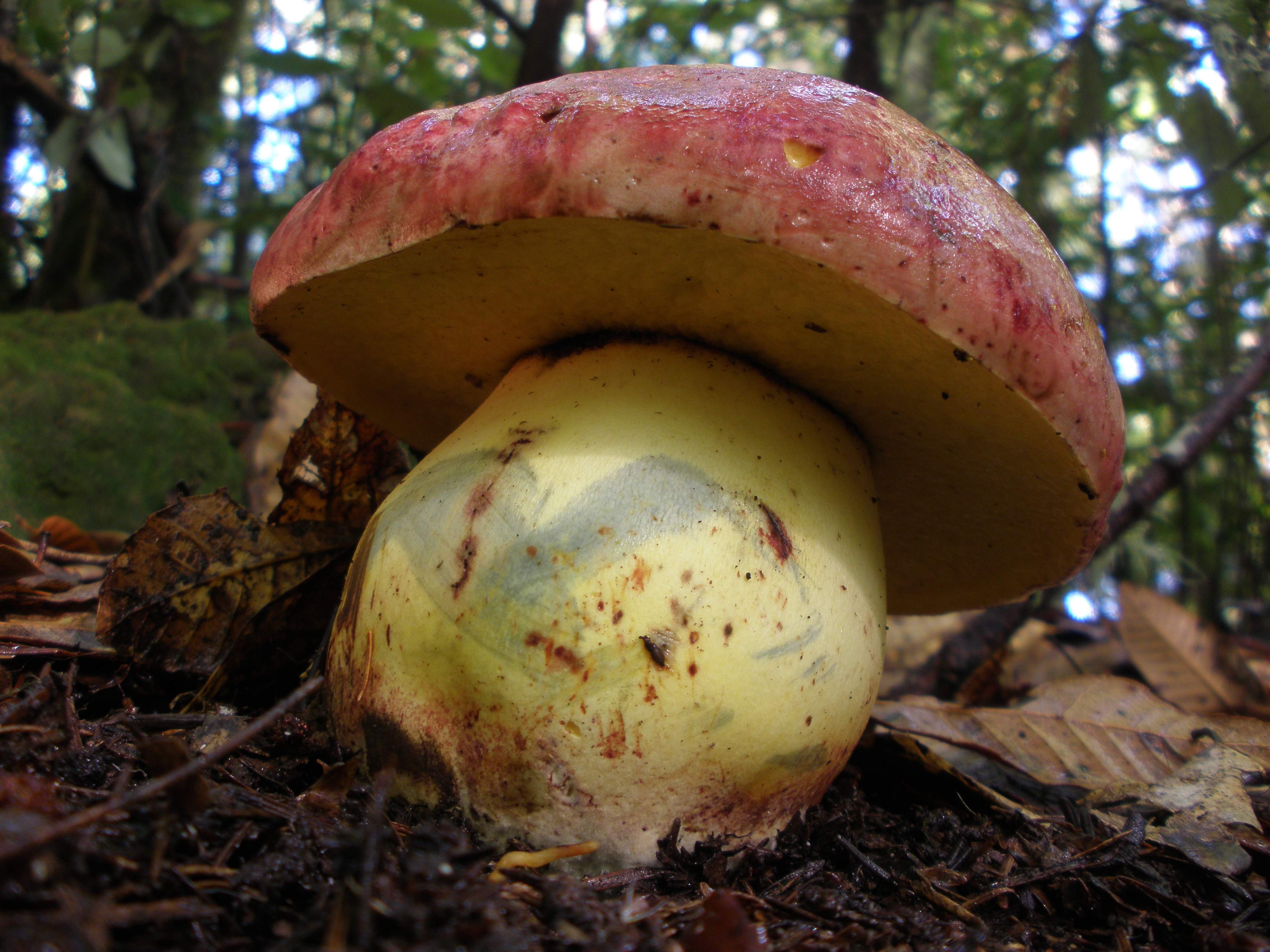
Butyriboletus autumniregius
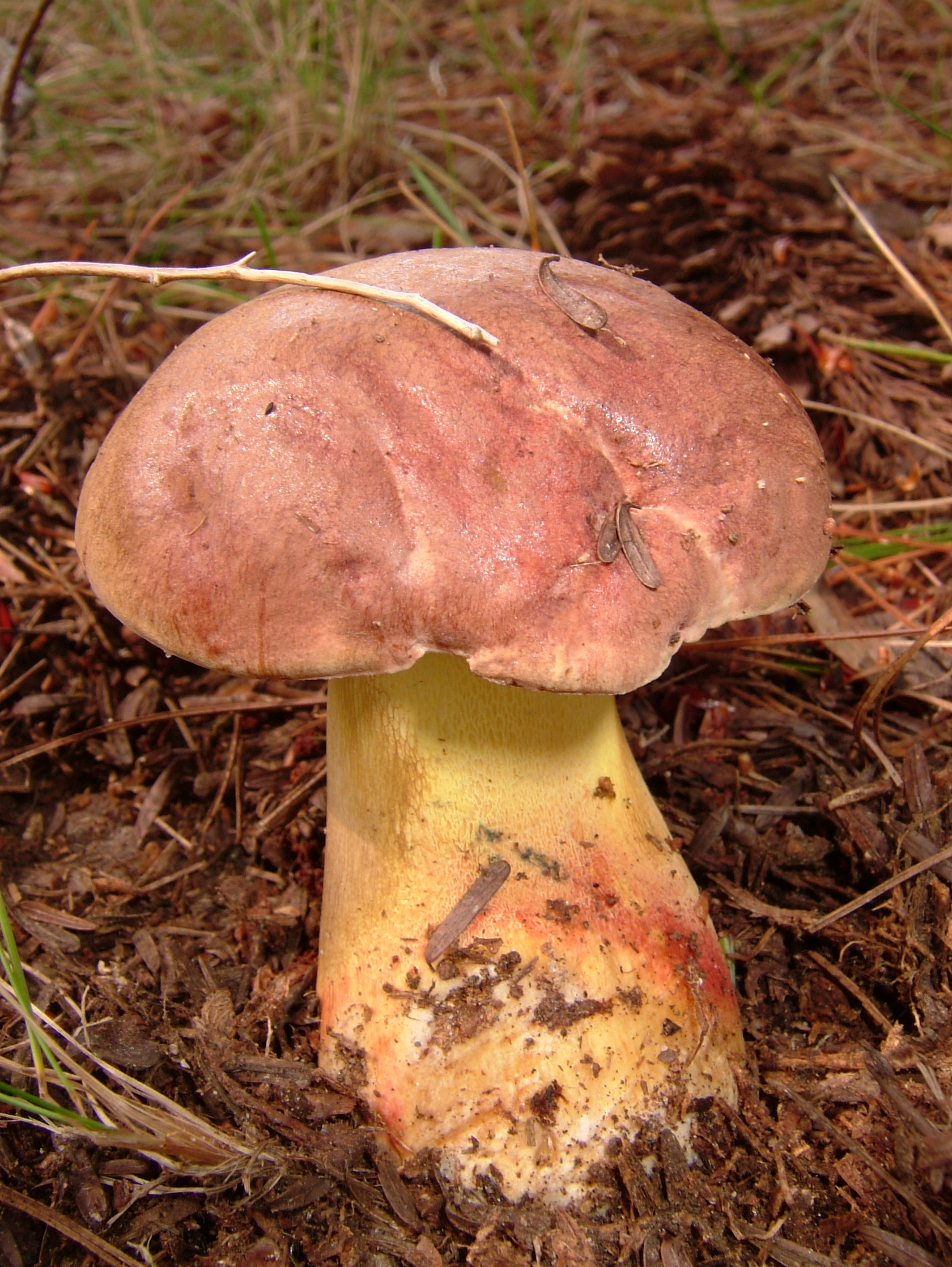
Butyriboletus brunneus
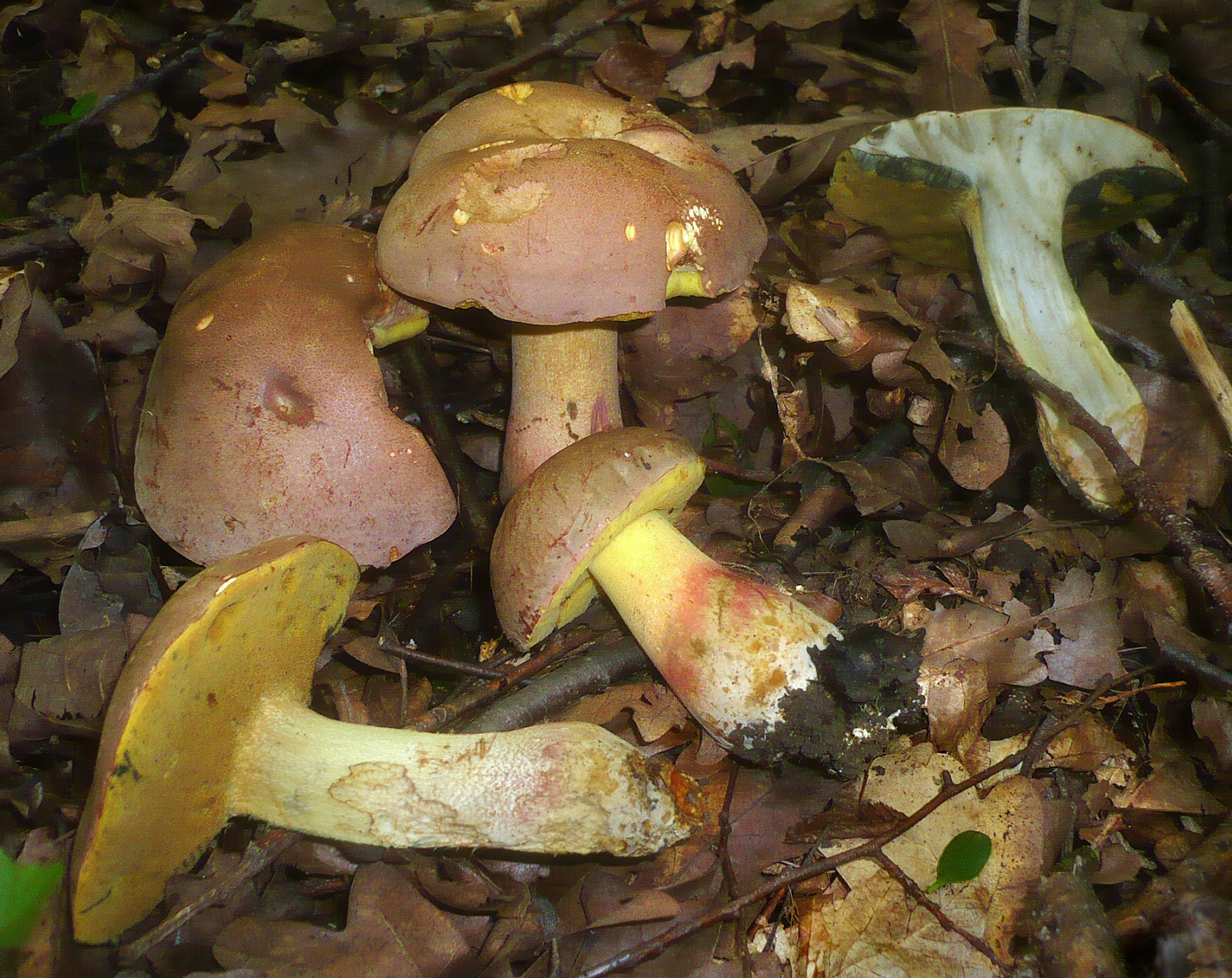
Silber- oder Sommer-Röhrling Butyriboletus fechtneri
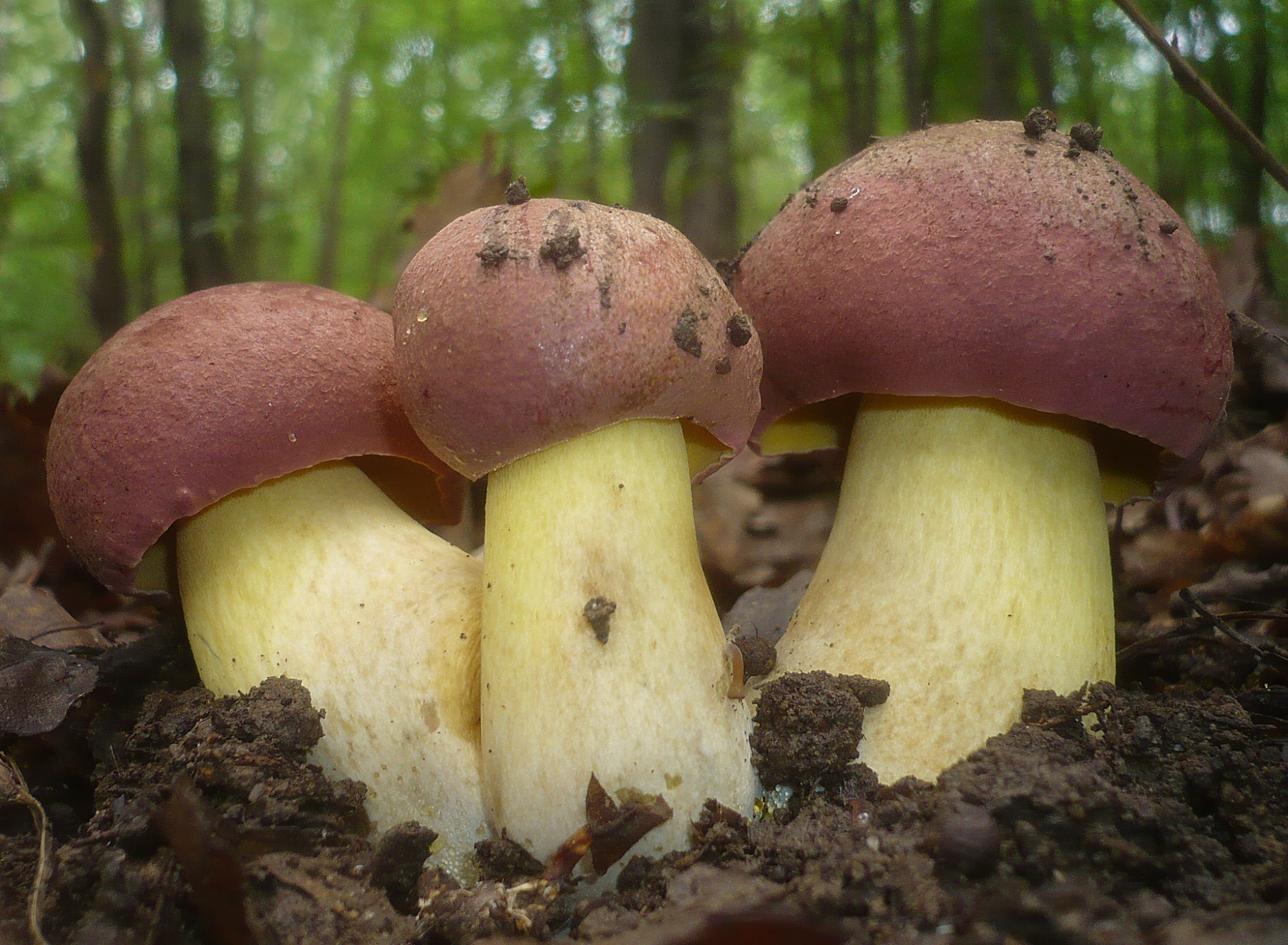
Blauender Königs-Röhrling Butyriboletus fuscoroseus
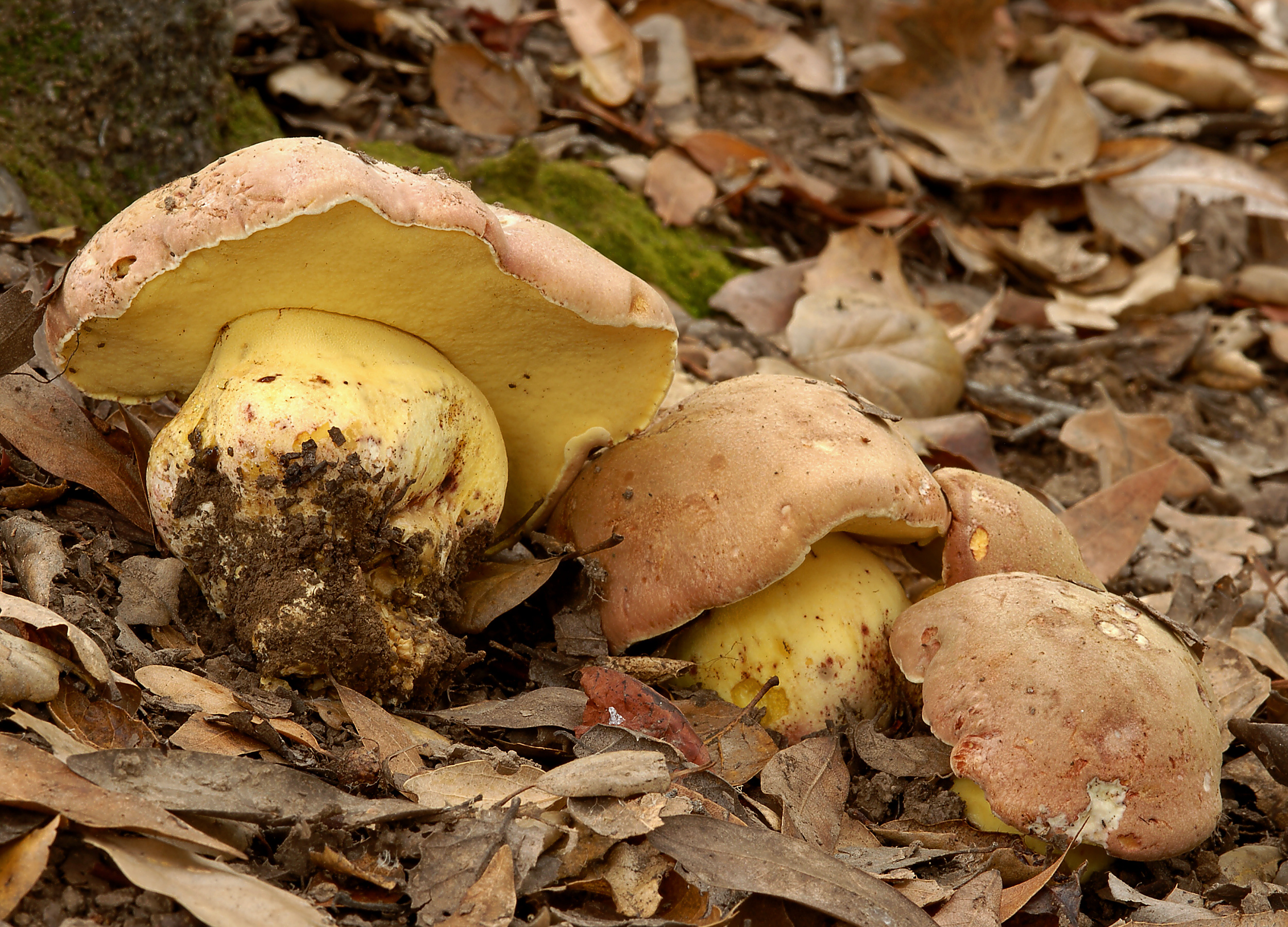
Butyriboletus persolidus
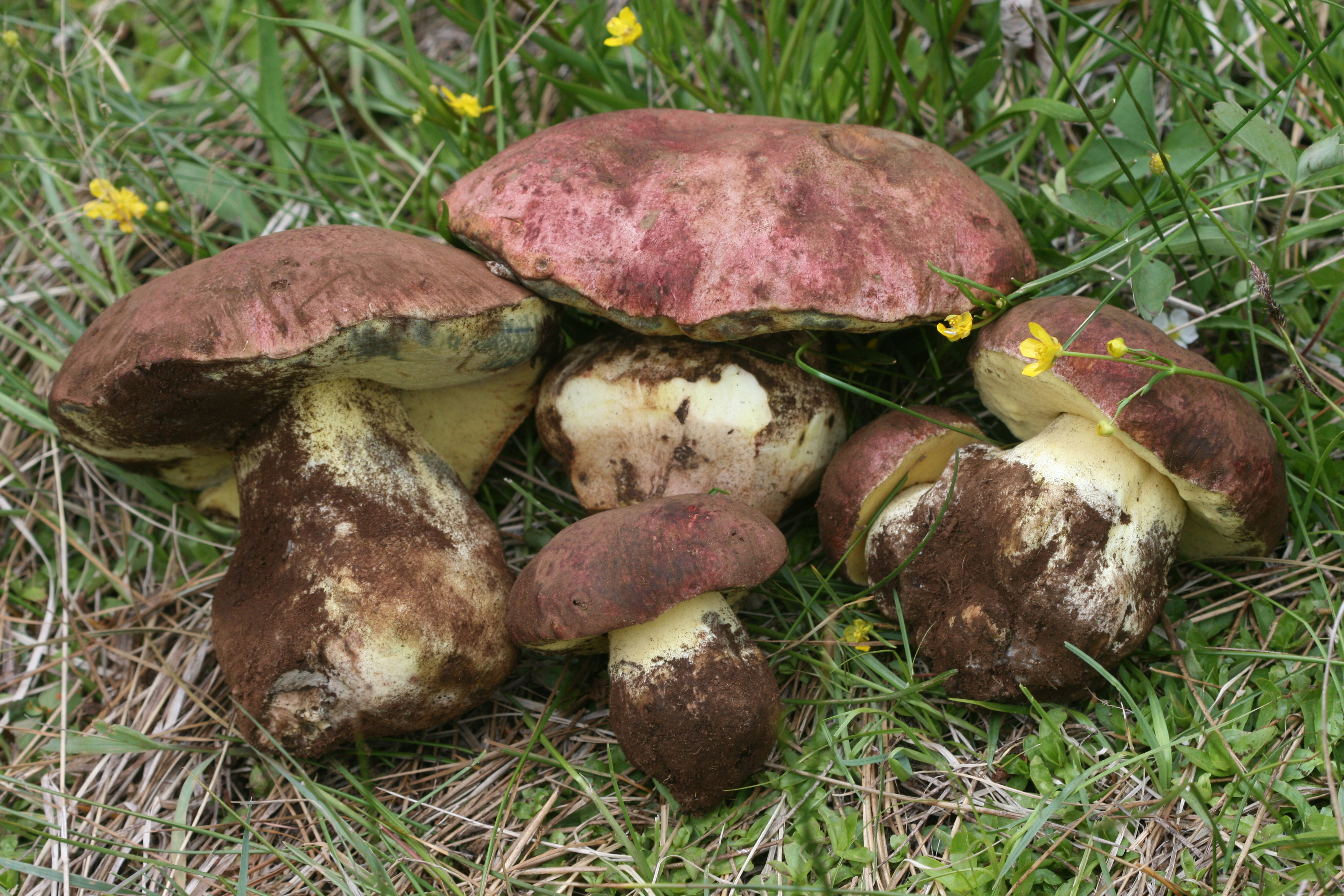
Butyriboletus primiregius
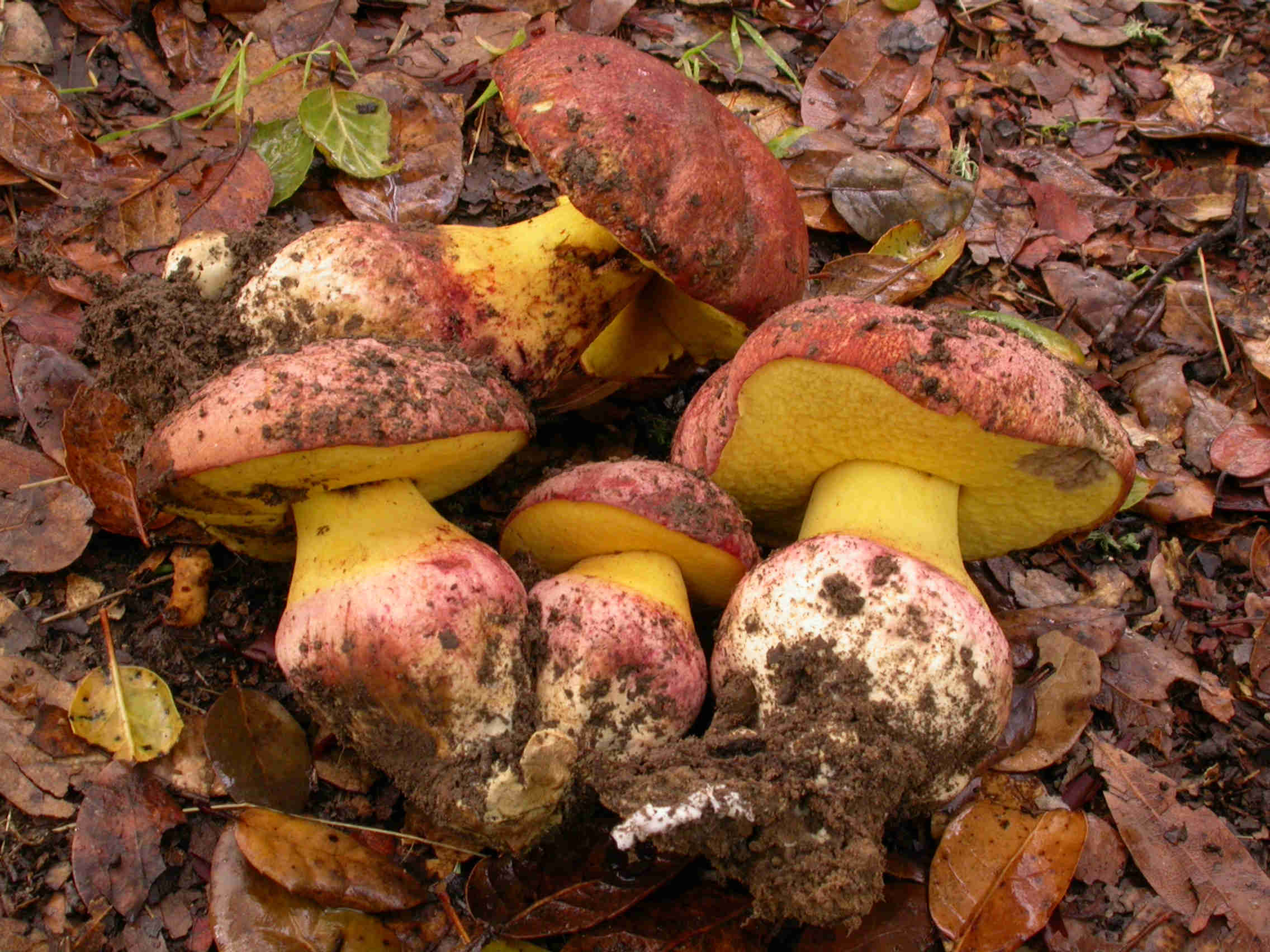
Butyriboletus querciregius
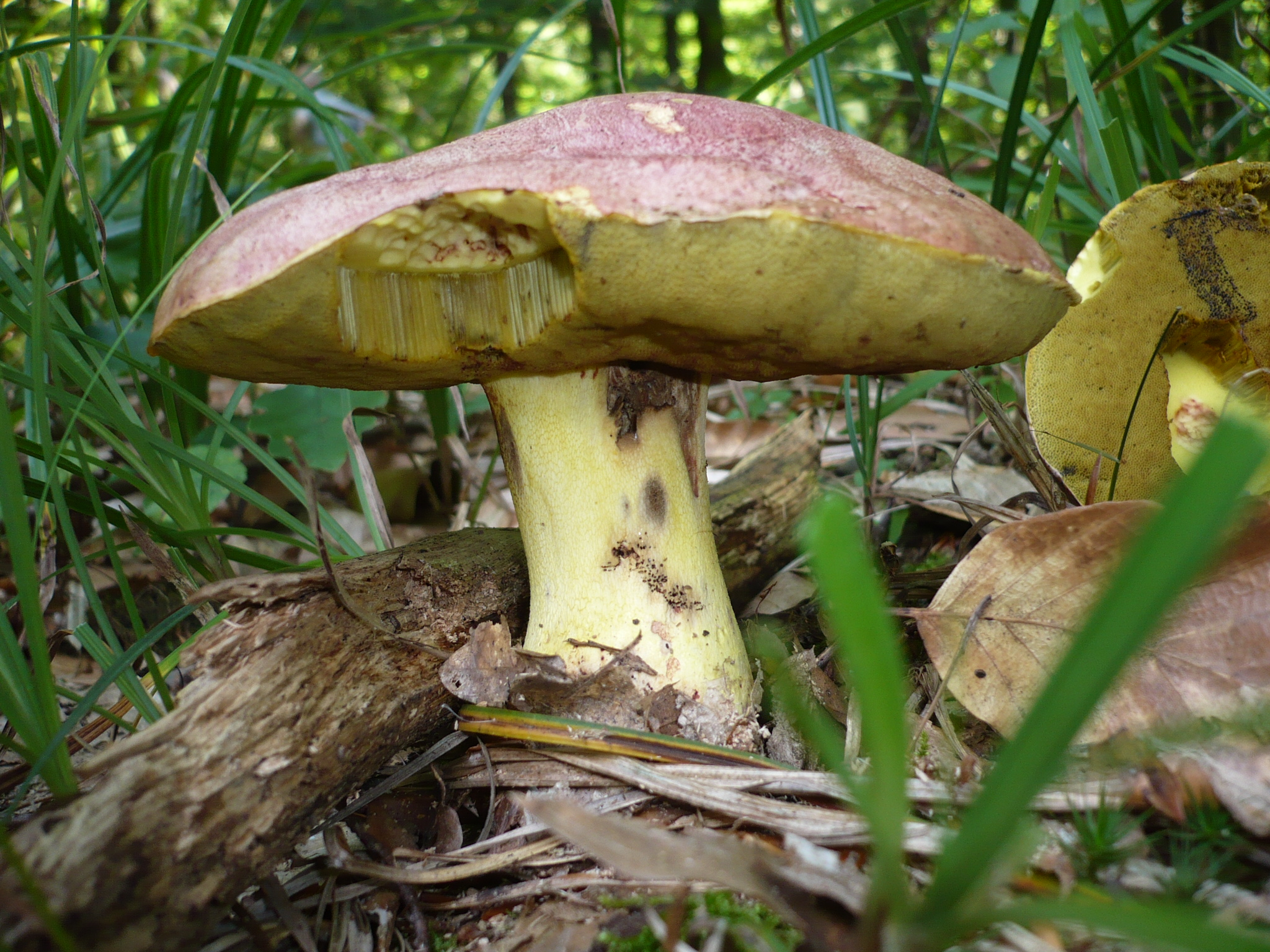
Königs-Röhrling Butyriboletus regius
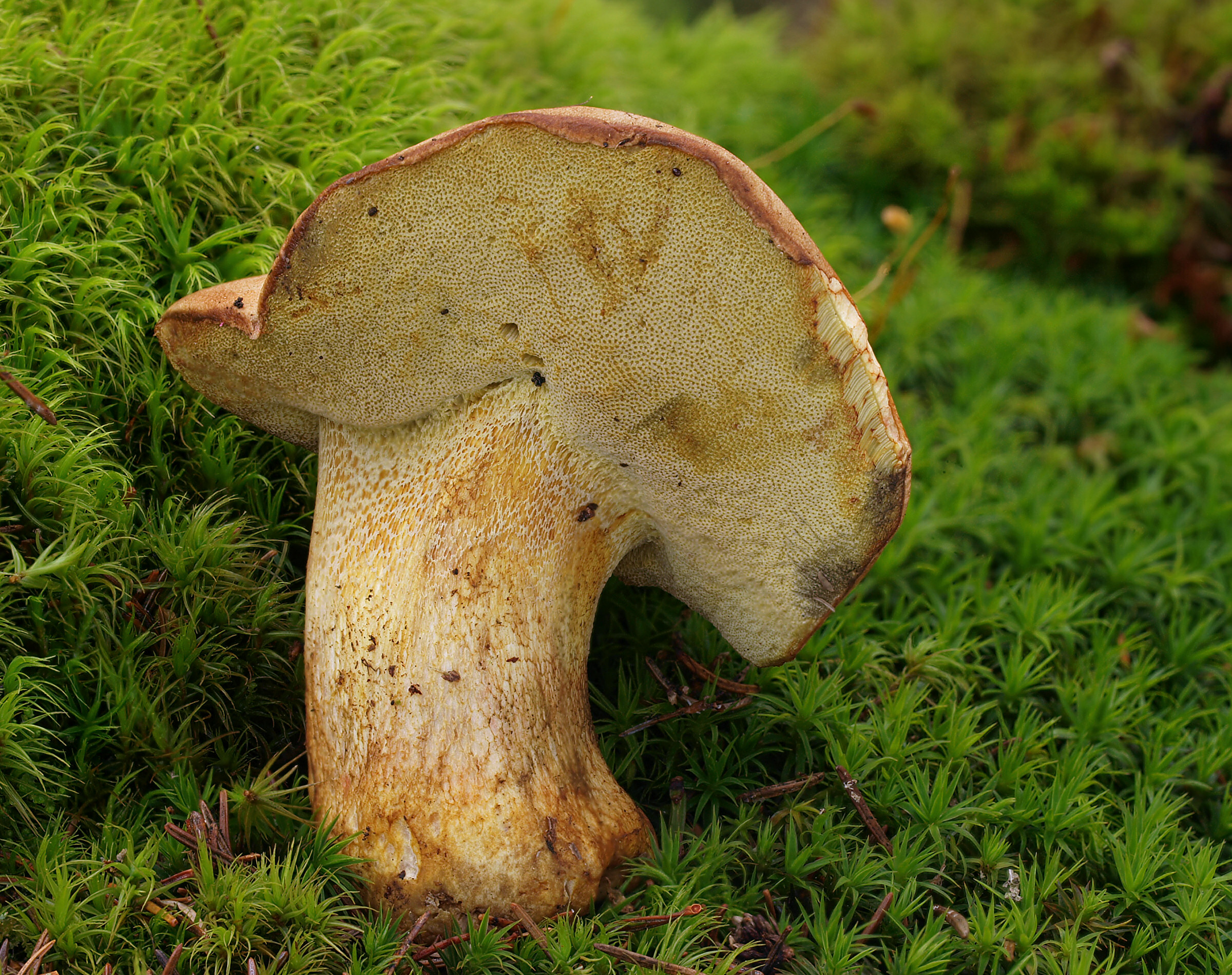
Nadelwald-Anhängsel-Röhrling Butyriboletus subappendiculatus

## Systematik
Die Gattung Butyriboletus wurde 2014 von den Mykologen David Arora and Jonathan L. Frank beschrieben, um die Arten aus der Verwandtschaft des Anhängsel-Röhrlings unterzubringen. Die Gruppe war früher als Sektion Appendiculati in der großen Gattung der Dickröhrlinge (Boletus) klassifiziert. Genetische Untersuchungen, die 2013 veröffentlicht wurden, zeigen, dass diese Arten Teil einer regius-Klade (benannt nach Butyriboletus regius) sind, die von der Kerngruppe um den Gemeinen Steinpilz – die Typusart von Boletus – innerhalb der Unterordnung Boletineae abzugrenzen sind. Die Einengung von Boletus auf diese letztgenannte Gruppe erfordert es, die regius-Gruppe in eine separate Gattung zu platzieren, mit Boletus appendiculatus (inzwischen Butyriboletus appendiculatus) als Typusart.

## Bedeutung

### Speisepilze
Butyriboletus roseoflavus ist ein sehr begehrter Speisepilz, der auf den Märkten im Südwesten und Südosten Chinas verkauft wird, während zwei andere Arten – B. yicibus and B. sanicibus – in einem geringeren Ausmaß in der Yunnan-Provinz gegessen werden.

### Namensherkunft
Der Gattungsname Butyriboletus leitet sich von dem lateinischen Wort butyrum „Butter“ ab und bezieht sich auf die buttergelbe Farbe der Stiele, des Fleischs und der Poren. Im englischen Sprachraum werden die Gattungsvertreter deshalb auch als „butter boletes“ bezeichnet.